# Tianjin Jinmen Tiger
Tianjin Jinmen Tiger Football Club (chiń. 天津津门虎足球俱乐部; pinyin Tiānjīn Jīnmén Hǔ Zǔqiū Jūlèbù) – chiński klub piłkarski, grający obecnie w Chinese Super League, mający siedzibę w mieście Tiencin, leżącym na północy kraju.

## Historia
Klub został założony w 1951 jako Huabei Tuandui. W 1998 został przejęty przez Tianjin Economic-Technological Development Area w skrócie znany jako TEDA. Już w 1998 wywalczył mistrzostwo Chinese Football League B i dzięki temu awansował do Chinese Super League, czyli najwyższej klasy rozgrywkowej Chin.
Tianjin Teda podpisał umowę o współpracy z australijskim klubem Melbourne Victory, a miasta Melbourne i Tiencin są partnerskimi miastami.

### Sukcesy
- mistrzostwo Chinese Football League B: 1998

### Zmiany nazwy
- 1951-1956: Huabei Tuandui
- 1957-1992: Tianjin City
- 1993-1994: Tianjin FC
- 1995-1996: Tianjin Samsung
- 1997: Tianjin Lifei
- 1998-1999: Tianjin Teda
- 2000: Tianjin Teda Dingxin
- 2001: Tianjin Teda CEC
- 2002: Tianjin Teda
- 2003-2004: Tianjin Kangshifu
- 2005-2020: Tianjin Teda
- 2021-: Tianjin Jinmen Tiger

## Reprezentanci kraju od 1998 roku
| - Bai Yuefeng - Cao Yang - Chen Tao - Chi Rongliang - Du Zhenyu - Gao Feng - Han Yanming - Hao Junmin - He Yang - Hui Jiakang - Jiang Jin - Jun Yang - Li Weifeng - Liu Yunfei - Mao Biao - Song Zhenyu - Sun Jianjun - Wang Xiao - Wang Xinxin - Wu Weian - Yu Dabao - Yu Genwei - Yuan Weiwei - Zhang Enhua - Zhang Shuo - Zhang Xiaorui - Zhou Haibin - Zong Lei - Hernán Barcos - Mark Bridge | - Erik Paartalu - Alaksandr Chackiewicz - Amir Osmanović - José Luis Villanueva - Jurica Vučko - Stig Tøfting - Morteza Pouraliganji - Fredy Montero - Carmelo Valencia - Song Chong-gug - Rodolfo Rodríguez - Mohammad Ali Khan - Welicze Szumulikoski - Zainadine Júnior - Benedict Akwuegbu - Ionel Gane - Marius Bilașco - Bogdan Mara - Cristian Tănase - Bennett Mnguni - Ahmet Dursun - Claudio Elias - Rodrigo Lemos - Gustavo Matosas - Marcelo de Souza - Aleksandr Kletskov - Zaynitdin Tadjiyev - Farhod Tojiev - Zsombor Kerekes - Damiano Tommasi |

## Skład na sezon 2016
| Nr | Poz. | Piłkarz              |
| -- | ---- | -------------------- |
| 1  | BR   | Zong Lei (kapitan)   |
| 2  | OB   | Yang Zexiang         |
| 3  | OB   | Zainadine Júnior     |
| 4  | OB   | Pan Ximing           |
| 5  | OB   | Aleksandar Jovanović |
| 6  | PO   | Zhou Haibin          |
| 7  | PO   | Li Benjian           |
| 8  | PO   | Hu Rentian           |
| 9  | NA   | Mbaye Diagne         |
| 10 | NA   | Fredy Montero        |
| 11 | PO   | Wágner               |
| 13 | PO   | Wang Qiuming         |
| 15 | OB   | Liao Bochao          |
| 16 | PO   | Guo Yi               |
| 17 | PO   | Hui Jiakang          |

| Nr | Poz. | Piłkarz      |
| -- | ---- | ------------ |
| 19 | OB   | Bai Yuefeng  |
| 20 | NA   | Mao Biao     |
| 21 | PO   | Zhao Yingjie |
| 22 | PO   | Guo Hao      |
| 23 | OB   | Nie Tao      |
| 24 | BR   | Du Jia       |
| 25 | OB   | Yuan Weiwei  |
| 26 | OB   | Cao Yang     |
| 27 | NA   | Qu Bo        |
| 28 | PO   | Fan Baiqun   |
| 29 | BR   | Yang Qipeng  |
| 30 | OB   | Lü Wei       |
| 32 | NA   | Li Zhibin    |
| 33 | PO   | Zhou Tong    |
| 36 | PO   | Wang Xinxin  |